# Breda di Piave
Breda di Piave is een gemeente in de Italiaanse provincie Treviso (regio Veneto) en telt 7082 inwoners (31-12-2004). De oppervlakte bedraagt 25,6 km², de bevolkingsdichtheid is 277 inwoners per km².
De volgende frazioni maken deel uit van de gemeente: Pero, Saletto, San Bartolomeo, Vacil.

## Demografie
Breda di Piave telt ongeveer 2574 huishoudens. Het aantal inwoners steeg in de periode 1991-2001 met 15,1% volgens cijfers uit de tienjaarlijkse volkstellingen van ISTAT.
| Jaar | Inwoneraantal |
| ---- | ------------- |
| 1991 | 5516          |
| 2001 | 6348          |

## Geografie
Breda di Piave grenst aan de volgende gemeenten: Carbonera, Maserada sul Piave, Ormelle, Ponte di Piave, San Biagio di Callalta.